# Caradrina dubiosa
Caradrina dubiosa är en fjärilsart som beskrevs av Otto Staudinger 1871. Caradrina dubiosa ingår i släktet Caradrina och familjen nattflyn. Inga underarter finns listade i Catalogue of Life.